# Domenico Arcidiacono
Domenico Achille Arcidiacono (Riposto, 19 febbraio 1895 – Conegliano, 18 giugno 1956) è stato un militare e politico italiano.

## Biografia
Si diploma capitano di lungo corso nell'Istituto Nautico di Riposto nel 1913 e per un paio d'anni si imbarca su un veliero che fa servizio sulle rotte atlantiche. All'entrata dell'Italia nella prima guerra mondiale si arruola nella marina militare ed ottiene una medaglia d'argento, una di bronzo e una croce per azioni di guerra. Nel 1917 comanda una squadriglia aerea che compie pesanti azioni nei Balcani. Al 1º gennaio 1918 il Sottotenente di Vascello Arcidiacono è un pilota della 259ª Squadriglia e dal 1º giugno successivo comanda la 261ª Squadriglia.
Nel 1920 segue Gabriele D'Annunzio a Fiume. Organizzata una squadra aeronavale a Lero, nel Dodecanneso, viene chiamato al comando della base militare italiana di Pola, da dove nel 1925 organizza e guida una crociera aerea attorno all'Italia. Direttore della Società aerea mediterranea e ispettore dell'Ala Littoria, nel 1934 viene inserito nel listone per la Camera del Regno e riconfermato come consigliere nazionale nella successiva Camera dei fasci e delle corporazioni. Richiamato in Marina nel pieno del secondo conflitto comanda navi scorta-convogli nel Mediterraneo meritandosi due medaglie d'argento al valore militare. È comandante della base navale di Cagliari. Tornato alla vita civile comanda diverse navi della Marina Mercantile divenendo presto direttore generale dell'Agip-mare.

## Riconoscimenti
Una banchina del porto di Riposto è oggi intitolata alla sua memoria.